# Diecezja Mazara del Vallo
Diecezja Mazara del Vallo (wł. Diocesi di Mazara del Vallo, łac. Dioecesis Mazariensis) – diecezja Kościoła łacińskiego w metropolii Palermo na Sycylii we Włoszech. Została ustanowiona w 1093 roku.

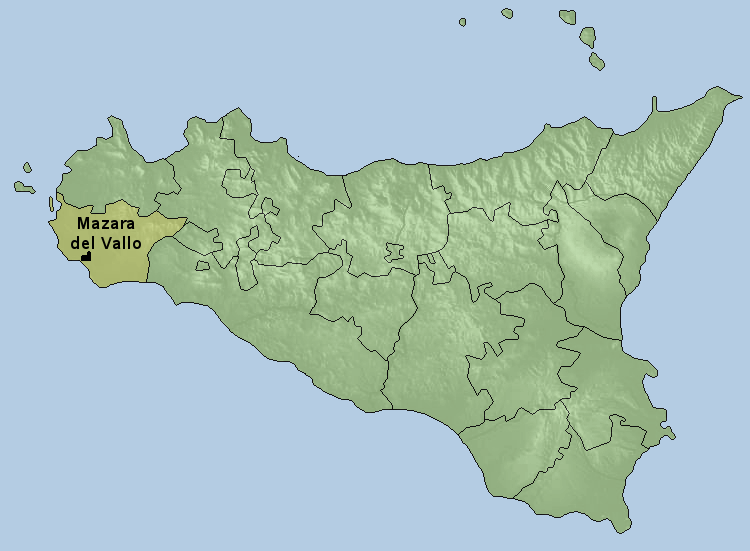
Diecezja na mapie administracyjnej Kościoła na Sycylii